# جواو دوس سانتوس
جواو دوس سانتوس هو لاعب كرة قدم برازيلي، ولد في 8 مايو 1993 في ساو باولو في البرازيل. لعب مع نادي كابيفاريانو.

## وصلات خارجية
- جواو دوس سانتوس على موقع قاعدة بيانات كرة القدم.إي يو (الإنجليزية)
- جواو دوس سانتوس على موقع Soccerway.com (الإنجليزية)